# Barém nos Jogos Olímpicos de Verão de 2004
O Barém competiu nos Jogos Olímpicos de Verão de 2004, em Atenas, na Grécia.

## Desempenho

### Tiro
Masculino
| Atleta         | Evento                | Qualificação | Qualificação | Final       | Final       | Posição |
| Atleta         | Evento                | Placar       | Posição      | Placar      | Total       | Posição |
| -------------- | --------------------- | ------------ | ------------ | ----------- | ----------- | ------- |
| Khalid Mohamed | Pistola de ar de 10 m | 553          | 45º          | Não avançou | Não avançou | 45º     |